# Coupe des nations de saut d'obstacles 2006
Navigation
Édition précédente Édition suivante
La Coupe des nations de saut d'obstacles 2006 (Samsung Super League 2006), est la 4e édition du circuit coupe des nations organisé par la FEI. Elle a eu lieu du 10 mai au 16 septembre 2006, et a été remportée par l'Allemagne pour la première fois.

## Calendrier 2006
| \| La Baule-Escoublac Rome Lucerne Rotterdam Aix-la-Chapelle Barcelone Hickstead Dublin \| Villes accueillant la coupe des nations de saut d'obstacles en 2006. |
| La Baule-Escoublac Rome Lucerne Rotterdam Aix-la-Chapelle Barcelone Hickstead Dublin                                                                            |

| Date                   | Lieu                                                     | Vainqueur   |
| ---------------------- | -------------------------------------------------------- | ----------- |
| 4 - 7 mai 2006         | Jumping international de France La Baule, France CSIO-5* | Allemagne   |
| 17 - 21 mai 2006       | Aix-la-Chapelle, Allemagne CSIO-5*                       | Allemagne   |
| 25 - 28 mai 2006       | Rome, Italie CSIO-5*                                     | France      |
| 1 - 4 juin 2006        | Lucerne, Suisse CSIO-5*                                  | Allemagne   |
| 22 - 25 juin 2006      | Rotterdam, Pays-Bas CSIO-5*                              | Suisse      |
| 26 - 30 juillet 2006   | Hickstead, Grande-Bretagne CSIO-5*                       | Royaume-Uni |
| 9 - 13 août 2006       | Dublin, Irlande CSIO-5*                                  | Allemagne   |
| 14 - 17 septembre 2006 | Barcelone, Espagne CSIO-5*                               | Allemagne   |

## Classement final
|          | Équipe      | Points          | Points | Points  | Points    | Points    | Points | Points    | Points | Total  |
| La Baule | Équipe      | Aix-la-Chapelle | Rome   | Lucerne | Rotterdam | Hickstead | Dublin | Barcelone |        | Total  |
| -------- | ----------- | --------------- | ------ | ------- | --------- | --------- | ------ | --------- | ------ | ------ |
| 1        | Allemagne   | 10              | 10     | 1.625   | 10        | 2.5       | 1      | 10        | 20     | 65.125 |
| 2        | États-Unis  | 7               | 7      | 6       | 3.5       | 4         | 4.5    | 4         | 10     | 46     |
| 3        | Pays-Bas    | 3.5             | 0.5    | 1.625   | 3.5       | 0.5       | 4.5    | 7         | 14     | 35.125 |
| 4        | France      | 5               | 2      | 10      | 1         | 6         | 7      | 3         | 1      | 35     |
| 5        | Suisse      | 3.5             | 4      | 1.625   | 7         | 10        | 0.5    | 0.5       | 5      | 32.125 |
| 6        | Royaume-Uni | 2               | 5      | 5       | 0.5       | 2.5       | 10     | 2         | 2      | 30     |
| 7        | Suède       | 0.5             | 3      | 1.625   | 5         | 6         | 2      | 1         | 8      | 27.125 |
| 8        | Irlande     | 1               | 1      | 4       | 2         | 1         | 3      | 5         | 5      | 22     |

- 8e : relégation en Promotional League

Le calcul des points s'effectue dans l'ordre suivant : 10 point pour l'équipe gagnante puis pour les suivants 7, 5, 4, 3, 2, 1 jusqu'à 0.5 point pour la huitième place. Les points de la dernière épreuve sont doublés. En cas d'égalité, les points des places occupés par les équipes concernées sont additionnés puis divisés à parts égales.